# 丁元楧
丁元楧，字韵含，浙江杭州府仁和縣人，明朝政治人物、賜特用出身。

## 生平
崇禎六年（1633年）癸酉科浙江鄉試舉人。崇禎十五年（1642年）賜特用出身，歷官忻州知州，有政聲，離去時，士民千人相送。遷饒州同知。弘光元年六月，清軍至，以亲老辭歸。著有《寓鴻草》。

## 家族
丁養浩族裔。